# Stefano Franscini
Stefano Franscini (Bodio, 23 de outubro de 1796 — Berna, 19 de julho de 1857) foi um político e historiador suíço. Foi membro do Conselho Federal suíço de 1848 a 1857. Franscini foi eleito Cônsul Federal da Suíça em 16 de novembro de 1848, ocupando o posto até 19 de julho de 1857.

## Biografia
Relevante de Bodio, no cantão do Ticino, nasceu a 23 de outubro de 1796. Um dos expoentes mais proeminentes na história do Partido Liberal Radical de Ticino, Franscini foi eleito vereador federal em 16 de novembro de 1848 sob a nova constituição federal que entrou em vigor naquele ano. Durante seu mandato no Conselho Federal em Berna, foi chefe do Departamento Federal do Interior até sua morte em 19 de julho de 1857.
Antes de ser conhecido na arena política suíça, Franscini estudou primeiro no seminário menor de Pollegio, depois no seminário maior de Milão, renunciando posteriormente à batina e tornando-se professor em uma escola milanesa. De volta à Suíça, ele ainda trabalhava como professor, mas em 1830 foi eleito para o Grande Conselho de seu cantão. Ele então se tornou Secretário de Estado, antes de ser eleito para o mais alto cargo executivo da Confederação Suíça.
Ele foi o principal ator na criação do sistema educacional moderno do Cantão do Ticino. Em 1837 ele fundou a Sociedade Ticino de Amigos da Educação Popular e Utilidade Pública (nome abreviado: Demopedeutica). Ele também esteve envolvido na fundação de um Instituto Politécnico Federal em Zurique, hoje Politécnico Federal de Zurique (ETHZ).
Embora não tenha sido um Conselheiro Federal muito popular e tenha sido designado para o que era o departamento de menos prestígio na época, ele agora é considerado uma das figuras mais importantes da história da Suíça contemporânea. Foi o promotor da criação de um Serviço Federal de Estatística, que nasceu apenas em 1860. Na ausência de apoio parlamentar, organizou por sua própria iniciativa o primeiro censo federal decenal, realizado em 1850. Os Arquivos Federais Suíços nasceram sob seu impulso e contribuíram para o estudo da história da Confederação Suíça.
Foi amigo íntimo de Carlo Cattaneo, ainda antes do exílio deste em Lugano. Ambos puderam trocar ideias políticas e sociais e promover seus ideais, em particular sobre escolas públicas e federalismo. Cattaneo ajudou, por exemplo, na tradução da História da Suíça para os eleitores suíços de Heinrich Zschokke e no desenvolvimento das primeiras escolas públicas de Ticino a serem excluídos do clero de gestão da ordem.
Maçom, ele era membro da Grande Loja Alpina Suíça.

## Trabalhos
- Statistica della Svizzera. Lugano 1827; 2. Auflage 1848–1849, Supplement 1851
- Della pubblica istruzione nel Cantone Ticino. Lugano 1828
- Della riforma della Constituzione Ticinese. Zürich 1829
- Der Kanton Tessin, historisch-geographisch-statistisch geschildert. St. Gallen 1835
- Statistica della Svizzera italiana. Lugano 1837–1839
- Übersichten der Bevölkerung der Schweiz. Bern 1851
- Semplici verità ai Ticinesi sulle finanze e su altri oggetti di ben pubblico. Lugano 1854
- Storia della Svizzera italiana dal 1797 al 1802. zusammengestellt von Pietro Peri, Tipografia e litografia cantonale, Lugano 1864
- Annali del Cantone Ticino. hrsg. von Giuseppe Martinola, Bellinzona 1953.